# Bureau ovale

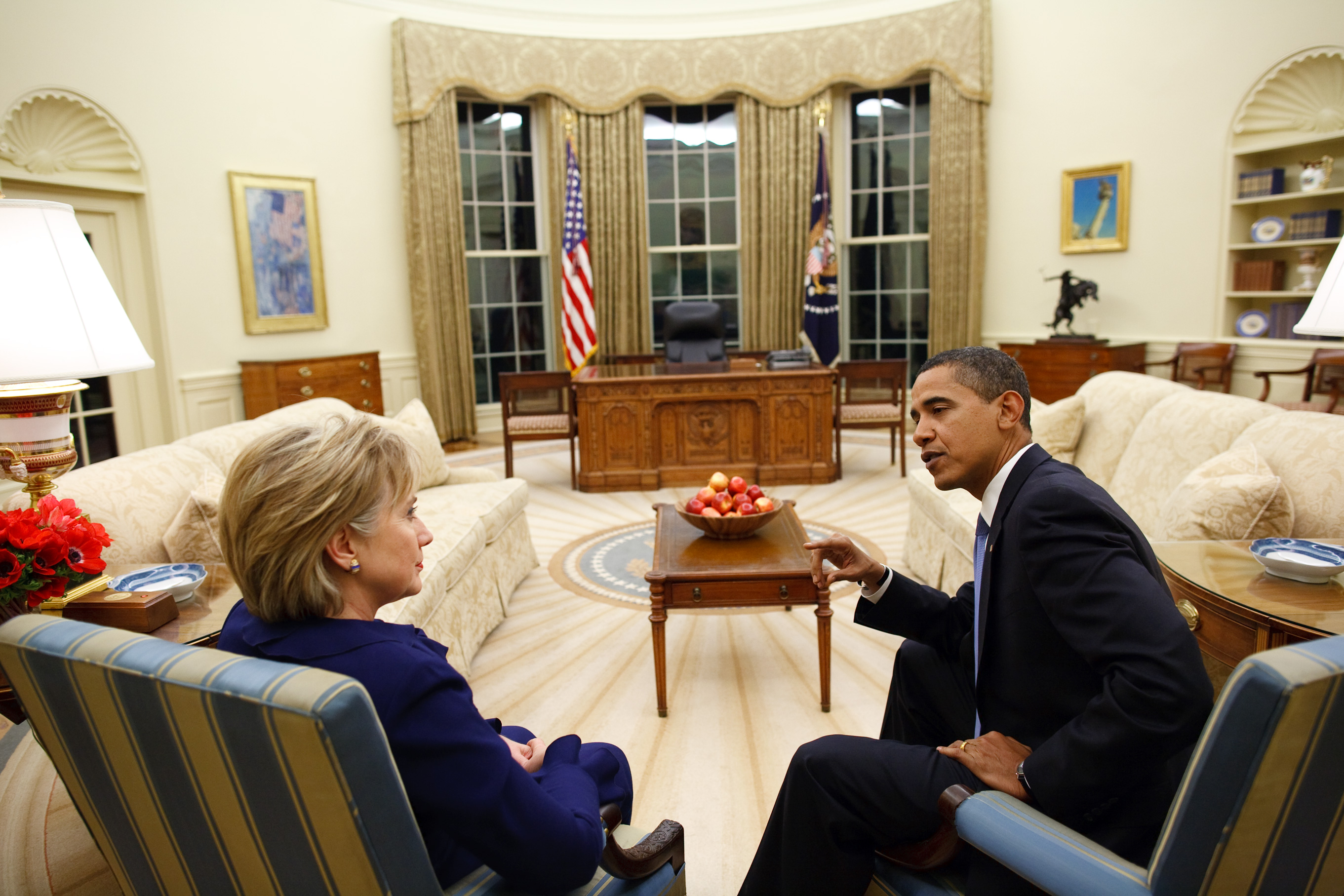
Le Bureau ovale dans les premiers jours de la présidence de Barack Obama (ici avec Hillary Clinton). À l'exception des deux tableaux en arrière-plan (The Avenue in the Rain de Childe Hassam et une représentation de la flamme de la statue de la Liberté), il est encore similaire à celui sous George W. Bush.

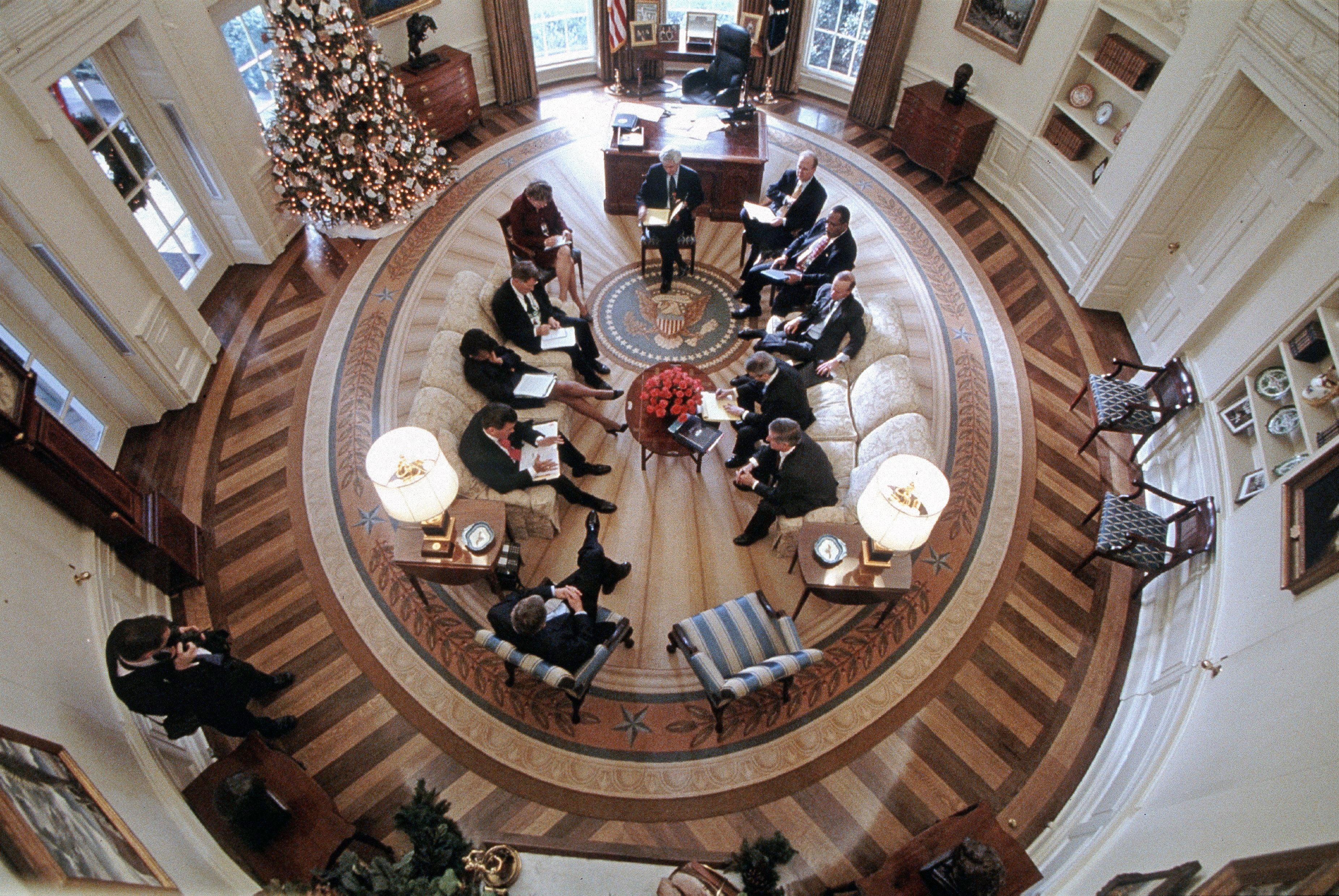
Réunion dans le Bureau ovale en décembre 2001. Le président George W. Bush a choisi une palette de couleurs plus sombres que ses prédécesseurs, usant des tons taupe, céladon et bleu marine. Le président et son épouse Laura travaillèrent avec le décorateur Ken Blasingame.

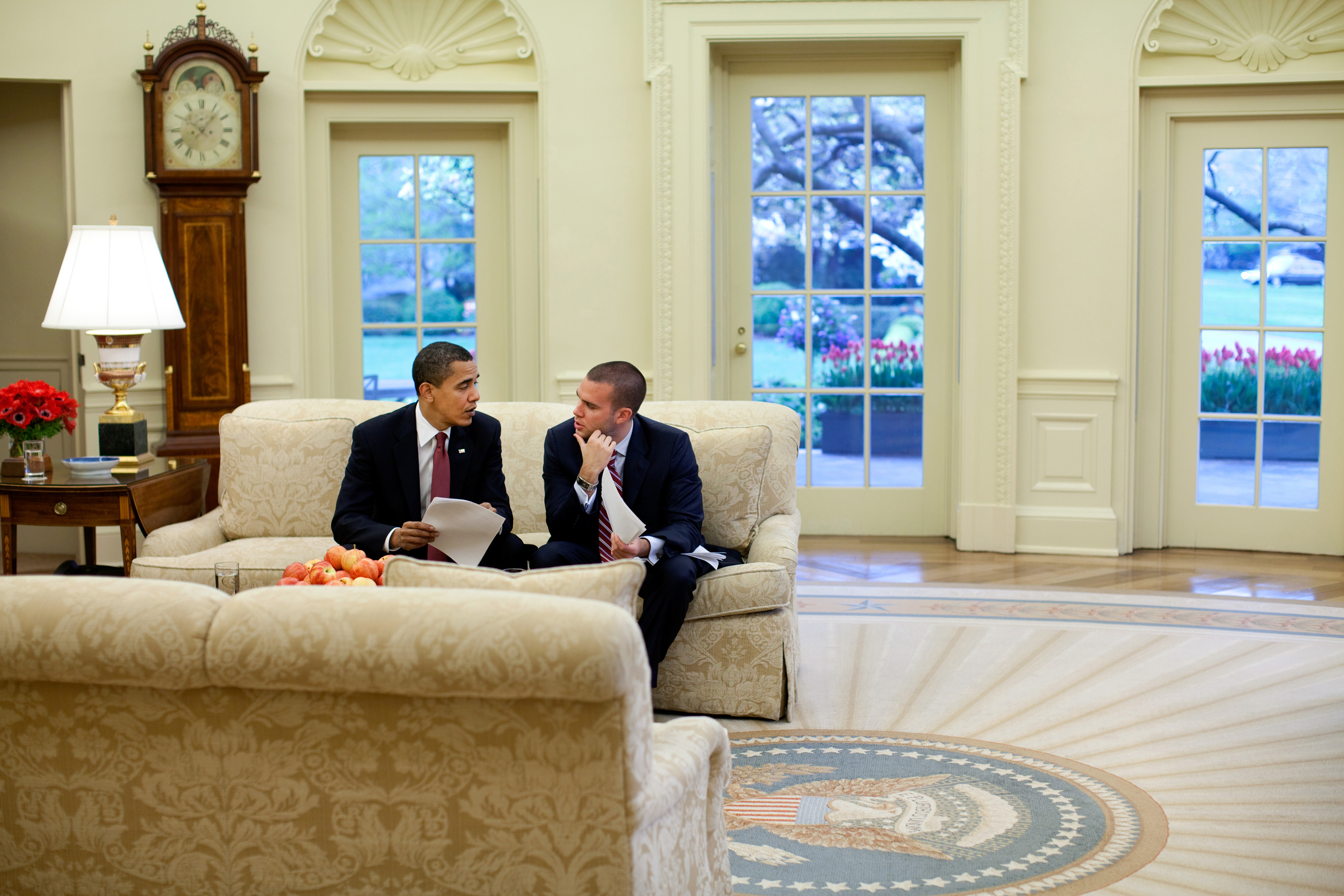
Barack Obama et Jon Favreau, la plume de ses discours, en avril 2009. Les trois portes-fenêtres à l'est ouvrent sur la colonnade Ouest et la roseraie de la Maison-Blanche.

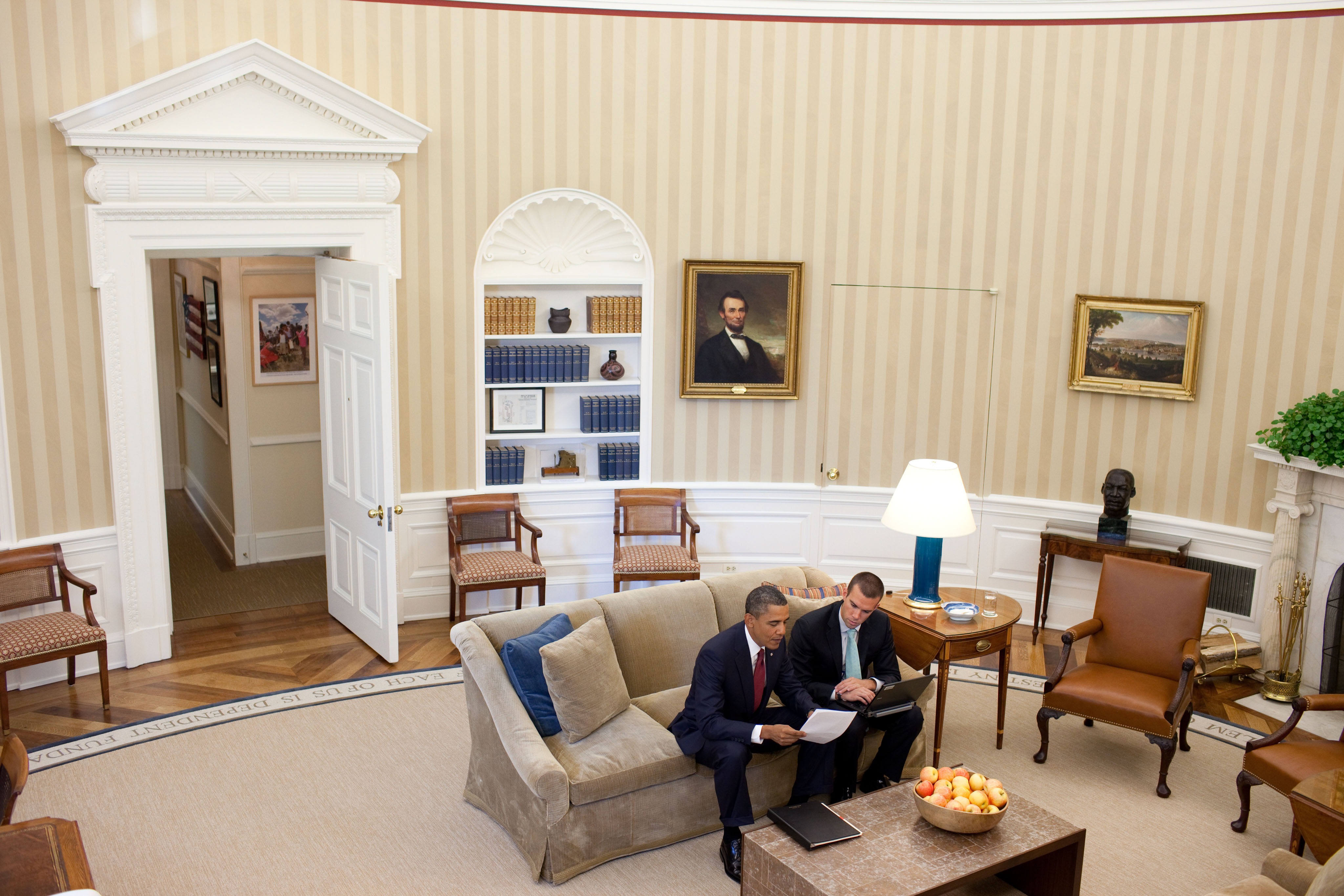
Barack Obama et Jon Favreau en septembre 2010 peu après la « redécoration » du Bureau ovale. On aperçoit à gauche la porte ouverte menant sur un bureau privé et la salle à manger présidentielle, entre les deux tableaux, une porte masquée, par laquelle entrent habituellement les invités

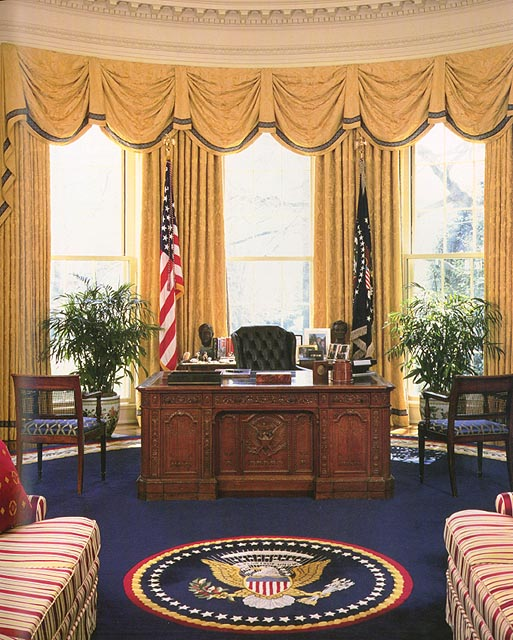
Le Bureau ovale en 1999, sous l'administration de Bill Clinton. Le bureau du président Clinton fut conçu par le décorateur Kaki Hockersmith, originaire comme lui de l'Arkansas, qui utilisa une palette de couleurs vives dans les tons crème, cramoisi et bleu saphir.

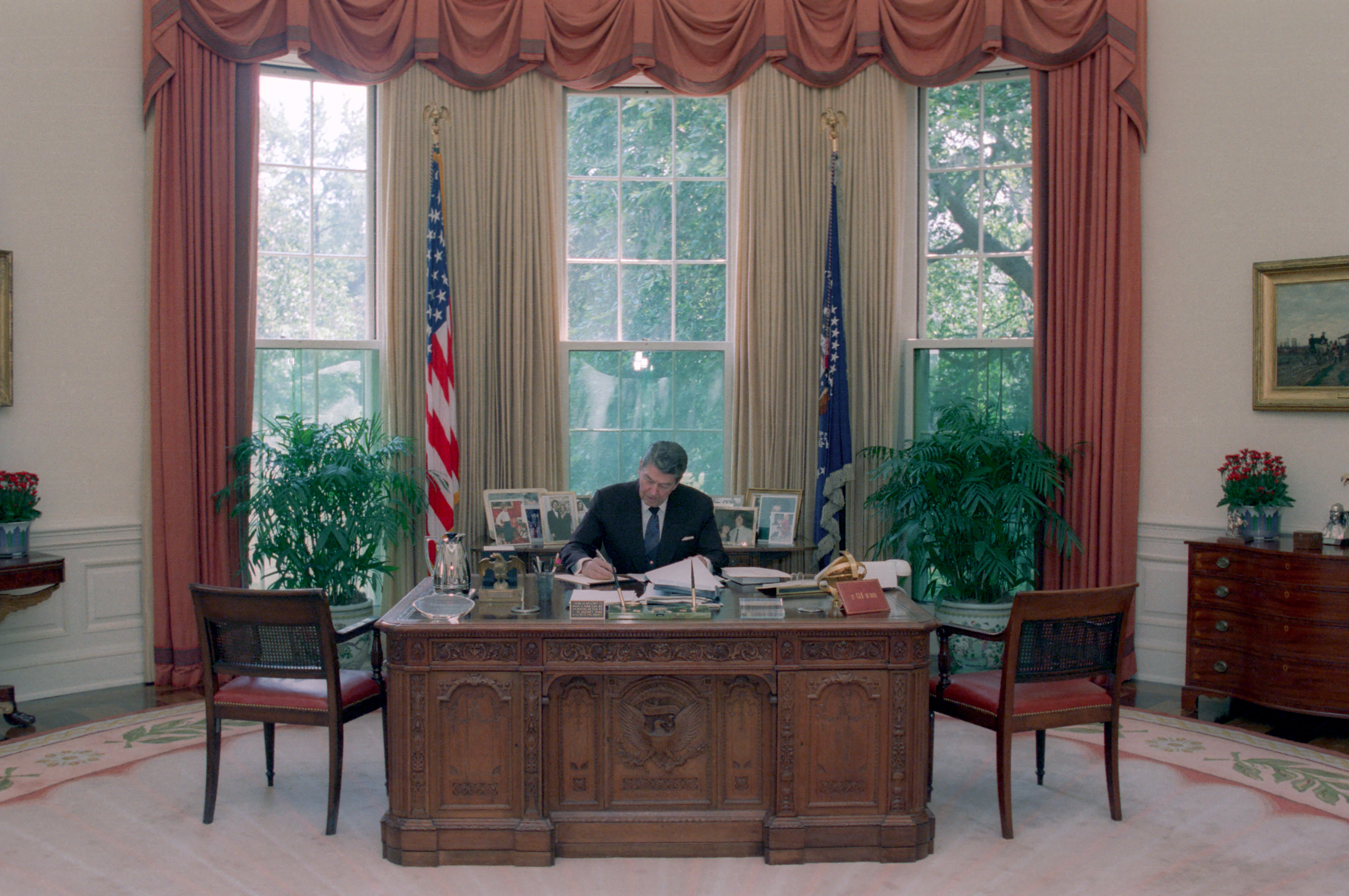
Le Bureau ovale en 1988, sous l'administration de Ronald Reagan. Les rideaux datent de l'administration de Gerald Ford. Le président Reagan continua à utiliser, mais en le faisant légèrement surélever, le Resolute desk que le président Jimmy Carter avait fait revenir dans le bureau. La First Lady Nancy Reagan contribua au choix du tapis du bureau et à l'emplacement des meubles.

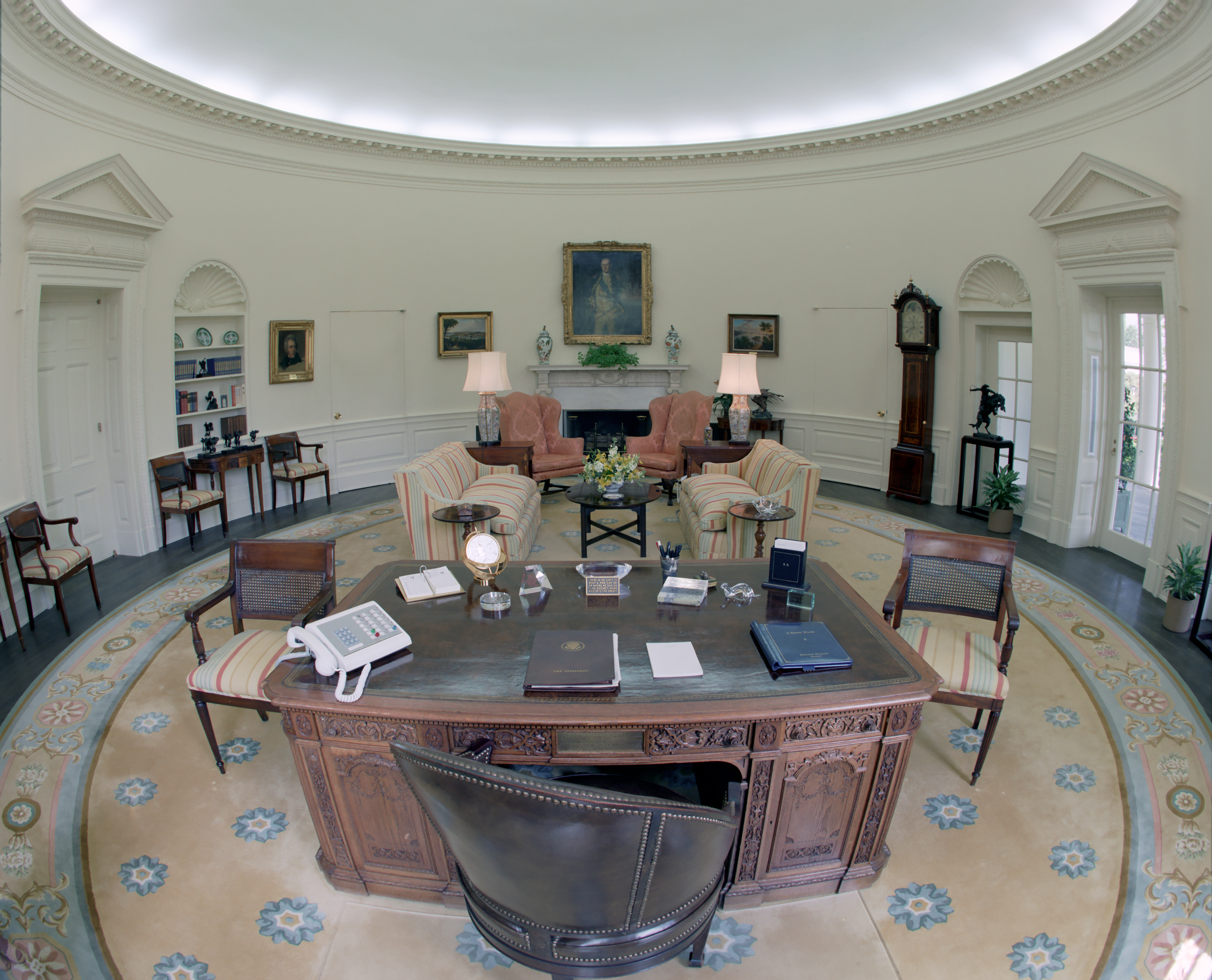
Le Bureau ovale en 1981, sous la première administration Reagan, le fauteuil est celui que Reagan avait comme gouverneur de Californie. La décoration et le tapis datent de la présidence de Gerald Ford, Jimmy Carter l'avait conservé et Reagan ne les changera qu'à son second mandat

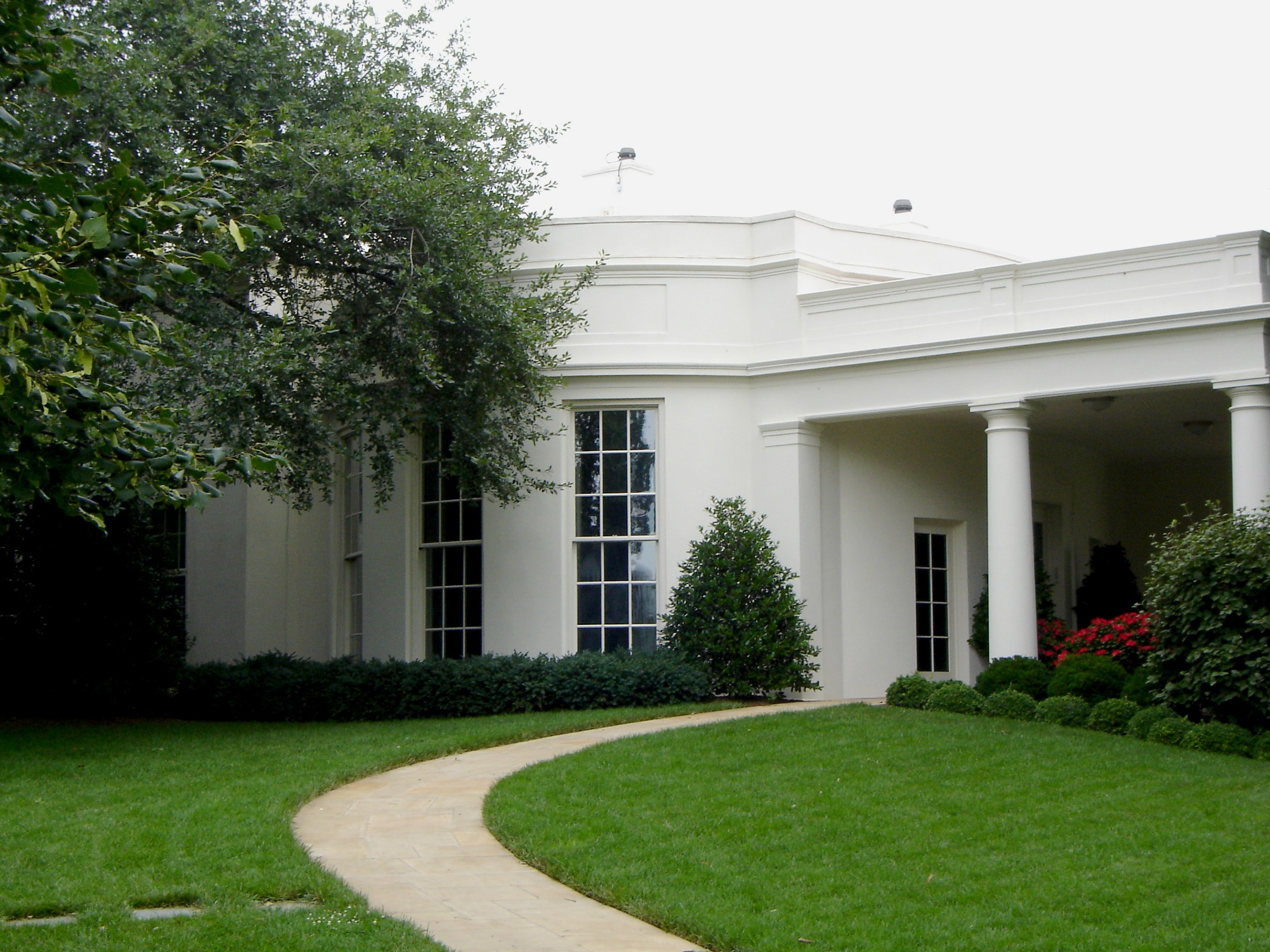
L'extérieur du Bureau ovale vu de la pelouse Sud avec ses trois grandes fenêtres et, à droite, l'une des trois portes-fenêtres donnant sur la colonnade et permettant l'accès au jardin.

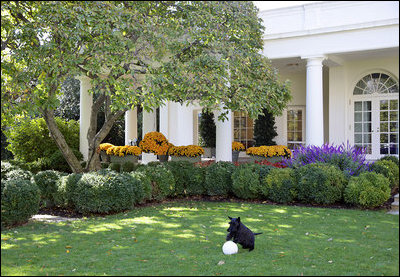
Barney, le chien du président George W. Bush, jouant dans la roseraie de la Maison-Blanche avec le Bureau ovale visible en arrière-plan à gauche (les 3 portes-fenêtres un peu masquées par la végétation). La grande porte-fenêtre en arrondi à droite est celle du bureau du secrétariat présidentiel.

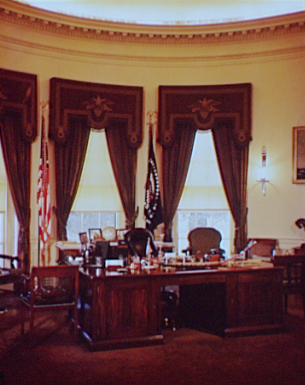
Une des premières photos couleur du Bureau ovale sous l'administration de Franklin Delano Roosevelt. Le bureau est le Theodore Roosevelt Desk, utilisé alors depuis l'origine dans le Bureau ovale. Roosevelt utilisait le Resolute Desk dans son bureau de la Résidence Executive alors situé dans la Yellow Oval Room

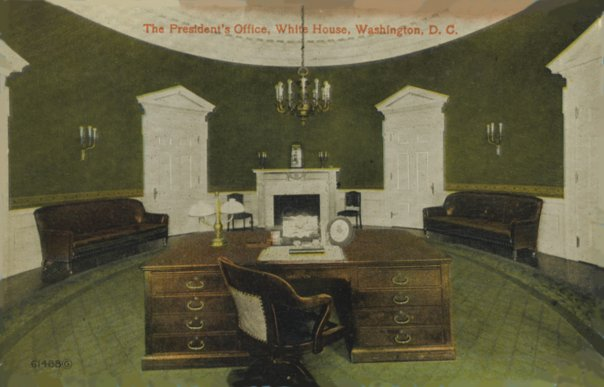
Le premier Bureau ovale, conçu par Nathan C. Wyeth pour le président William Howard Taft en 1909 avait des proportions proches du bureau actuel. Il se trouvait alors au centre de l'aile Ouest. Il fut abimé lors d'un incendie en 1929. Son emplacement correspond à celui occupé aujourd'hui par la petite salle à manger privée présidentielle.

Le Bureau ovale (en anglais : Oval Office), dans l'aile Ouest de la Maison-Blanche, à Washington, D.C., est le bureau officiel qu'occupe le président des États-Unis. Il tire son nom de sa forme elliptique.

## Symbole de la présidence
Au fil des décennies, le Bureau ovale est devenu le lieu symbolisant le pouvoir du président des États-Unis. Les citoyens de ce pays ont développé un attachement à ce lieu grâce à plusieurs images, dont celles du jeune fils du président John Fitzgerald Kennedy jouant aux pieds de son père sous le Resolute desk ou encore de Richard Nixon y parlant au téléphone avec les astronautes des missions de la NASA. 
En outre, l'utilisation du bureau présidentiel pour certaines allocutions télévisées leur confère un caractère solennel. Les discours de John F. Kennedy lors de la crise des missiles de Cuba en 1962, de Ronald Reagan après l'explosion de la navette spatiale Challenger en 1986 ou de George W. Bush lors du déclenchement des opérations militaires en Irak en 2003 ont été retransmis depuis le Bureau ovale. Les journalistes et photographes accrédités à la Maison-Blanche y sont aussi régulièrement et brièvement conviés pour quelques déclarations présidentielles informelles ou lors de la réception de dirigeants étrangers.
Sa forme et son emplacement, à l'angle sud-est de l'aile Ouest, datent de 1934, lors de la présidence de Franklin Delano Roosevelt, qui en fut le premier occupant. Le président Donald Trump, 47e président des États-Unis, est le 16e président à occuper le Bureau ovale dans son emplacement actuel.

## Dimensions et ouvertures
- Axe le plus long (nord-sud) : 10,9 m.
- Axe le plus court (est-ouest) : 8,8 m.
- Hauteur maximale sous plafond : 5,6 m.
- Hauteur de la naissance de l'arc : 5,0 m.
- Circonférence elliptique approximative : 31,2 m.
- Superficie approximative : 75,8 m2

Le bureau possède trois grandes fenêtres à l'extrémité sud de l'ovale. Descendant presque jusqu'au sol, elles sont situées juste derrière le bureau du président. Une cheminée se trouve à l'extrémité opposée de la pièce.
Le Bureau ovale est en rez-de-jardin et possède quatre accès. La porte-fenêtre Est (bordée par deux portes-fenêtres plus petites) ouvre sur la colonnade, qui relie l'aile Ouest à la Résidence exécutive (Executive Residence, le corps central, résidentiel et historique de la Maison-Blanche) et sur la roseraie. La porte Ouest ouvre sur un couloir qui mène à un petit bureau privé et à une salle à manger à l'usage du président (cette porte est entourée de deux niches-bibliothèques répondant aux deux niches d'en face qui abritent les deux petites portes-fenêtres latérales), la porte Nord-Ouest ouvre sur le couloir principal de l'aile Ouest, face à la Roosevelt Room, c'est par cette porte qu'arrivent en général les officiels reçus dans le Bureau ovale. La porte Nord-Est enfin ouvre sur le bureau du secrétariat du président. Ces deux dernières portes sont dissimulées dans le mur.
Sous le Bureau ovale, se trouve la partie du sous-sol occupée par le Secret Service et non loin la Situation Room, une salle d'opérations d'où le président américain suit le déroulement des situations problématiques pour la sécurité du pays. Ce sous-sol n'est pas bunkérisé, le bunker de la Maison-Blanche se trouvant sous l'aile Est.
Aucune pièce ne se trouve au-dessus du Bureau ovale, le premier étage de l'aile Ouest, moins vaste que le rez-de-chaussée, ne recouvrant aucune des pièces longeant la colonnade (Bureau ovale, secrétariat du président et Cabinet Room).

## Architecture
Les plans originaux de l'architecte James Hoban pour la Maison-Blanche initiale (alors sans les ailes Ouest et Est) comportaient deux pièces ovales. Créer un intérieur ovale est un concept baroque, adapté par le néoclassicisme. Les pièces ovales sont devenues populaires dans l'architecture néoclassique du XVIIIe siècle, et on pense que Hoban a été influencé par la chambre elliptique du château de Coole, situé dans le comté de Fermanagh, en Irlande du Nord. Cette pièce a des dimensions identiques et comporte les deux niches renfoncées que l'on peut trouver dans les plans originaux de Hoban pour la Blue Room. Le « salon elliptique » - dans la forme de la Blue Room et de la Yellow Oval Room - était la pièce maîtresse des plans que James Hoban avait dessinés initialement.
À Philadelphie, capitale fédérale avant la construction de Washington, la temporaire President's House où résidait George Washington possédait deux pièces, chacune modifiée avec des extrémités en forme d'apsides, qui étaient utilisées pour des réceptions formelles appelées Levees. Comme ses invités formaient un cercle autour de lui, Washington pouvait se tenir au centre, à égale distance de chacun d'eux. Les extrémités apsidales d'une pièce correspondaient à la place d'honneur pour un hôte, un potentat ou un magistrat dans les anciennes basiliques. Le cercle devint un symbole de démocratie dans les premiers temps des États-Unis.
De 1800, date de la première occupation présidentielle de la Maison-Blanche par John Adams, jusqu'en 1902 et la construction de l'aile Ouest, le bureau présidentiel se trouvait au second étage de la Résidence exécutive (aujourd'hui le corps central de la Maison-Blanche).
En 1902, Theodore Roosevelt, à l'étroit avec sa nombreuse famille et son équipe, fit construire une aile Ouest, extension qui ne devait être que temporaire. Le bureau présidentiel y fut déplacé. Au début, le président avait un bureau rectangulaire au centre de cette aile, qui occupait en partie l'emplacement de l'actuelle Roosevelt Room, juste à l'ouest de l'actuelle Cabinet Room. Le premier Bureau ovale dans l'aile Ouest fut conçu par Nathan C. Wyeth et construit en 1909, durant l'administration Taft lorsque l'aile Ouest fut remodelée et agrandie. Le bureau présidentiel fut alors déplacé au milieu du côté sud de l'aile Ouest, sa forme elliptique rappelant la forme et le positionnement des pièces ovales de la résidence de la Maison-Blanche. Le président Taft souhaitait que son bureau soit le centre de son administration. En le situant dans une position centrale de l'aile Ouest, il estimait pouvoir être plus impliqué dans les opérations quotidiennes de sa présidence. Le Bureau ovale de Taft avait une décoration simple de style Georgian Revival, et fut probablement le plus coloré de l'Histoire. Les murs étaient couverts d'un vert herbe vif (voir carte postale à droite, datant au plus tard de 1909 et montrant le Bureau ovale du temps de Taft).
Le 24 décembre 1929, durant la présidence d'Herbert Hoover un incendie d'origine électrique endommagea l'aile Ouest, obligeant à une reconstruction conséquente. Le président Hoover reconstruisit le Bureau ovale au même emplacement, améliorant la qualité de son habillage et installant pour la première fois l'air conditionné.
En 1933, insatisfait de la taille et de la disposition de l'aile Ouest, le président Franklin Delano Roosevelt engagea l'architecte Eric Gugler, pour redessiner l'aile avec le Bureau ovale placé dans le coin sud-est de l'aile, offrant plus d'intimité et un accès plus facile et discret à la résidence. Le président Roosevelt travailla étroitement avec Gugler et conçut une pièce plus grande que les deux bureaux précédents, avec plus de détails de style georgien : les portes surmontées d'un important fronton, des bibliothèques dans des niches, une profonde moulure en couronne et un médaillon au plafond représentant le sceau présidentiel. De petites touches d'art moderne peuvent être aperçues, particulièrement dans la représentation de l'aigle sur le médaillon du plafond. L'emplacement du Bureau ovale est depuis resté le même.

## Mobilier et décoration
Roosevelt et Gugler travaillaient étroitement ensemble, souvent lors du petit déjeuner, Gugler esquissant les idées du Président. On retrouve une trace de ces esquisses dans la disposition du mobilier de la pièce, avec les deux fauteuils à haut dossier en face de la cheminée. Le public les voit souvent avec, la plupart du temps le président assis sur la gauche et un chef d'État visiteur sur la droite. Cette disposition permettait au président Roosevelt d'être assis à la même hauteur que ses invités, sans souligner son incapacité, à cause de sa maladie, à se lever seul.
Une tradition s'instaura avec la présidence Kennedy qui veut que chaque nouvelle administration redécore le Bureau ovale selon le goût du président en exercice (à l'exception de Jimmy Carter qui pour des raisons d'économies conserva le Bureau ovale en l'état). Celle-ci choisit en général un nouveau tapis ovale, de nouveaux rideaux, les tableaux sur les murs et quelques meubles même si l'agencement général reste le même. Les opérations concernant la décoration du Bureau ovale sont habituellement coordonnées par le personnel attaché au bureau de la First Lady, travaillant avec un décorateur d'intérieur et le conservateur de la Maison-Blanche. Des œuvres d'art peuvent être choisies dans la collection de la Maison-Blanche ou empruntées à des musées pour la durée de l'administration. Le président Clinton emprunta un bronze du Penseur de Rodin. Le président George W. Bush avait emprunté une peinture à l'huile nommée A Charge to Keep de W.H.D. Koerner (propriété d'un ami texan) et Rio Grande de Tom Lea (un prêt du musée d'art d'El Paso). Le gouvernement britannique, à la suite des attentats du 11 septembre 2001, prêta un buste en bronze de Churchill, œuvre de Sir Jacob Epstein. Aux premiers jours de la présidence de Barack Obama, le buste fut rendu et les deux tableaux, restitués à leur propriétaire, avaient été remplacés par Avenue on the Rain de Childe Hassam et Statue of Liberty de Norman Rockwell (issus tous deux de la collection de la Maison-Blanche et déjà présents sous la présidence Clinton, la peinture de Norwell étant un cadeau de Steven Spielberg). Le président Obama a placé un « œuf de pouvoir », une sculpture en bois rapportée du Kenya représentant une main tenant un œuf entre les doigts et symbolisant la fragilité du pouvoir et un buste en bronze de Martin Luther King qui se trouvait dans la bibliothèque de la Maison-Blanche. Un buste de Lincoln, présent sous George Bush, a été conservé. À l'été 2010, la décoration du bureau a changé avec la pose d'une tapisserie à rayures, de nouveaux canapés beige, une nouvelle table de salon de style contemporain, le revêtement en cuir des deux fauteuils et un nouveau tapis.
Sous les dernières présidences, un portrait de Washington, portrait simple ou en pied, est accroché sur le manteau de la cheminée, à l'extrémité nord de la pièce, souvent encadré de peintures paysagères de la collection de la Maison-Blanche (pour Barack Obama, City of Washington From Beyond the Navy Yard de George Cooke et The Three Tetons de Thomas Moran). Un portrait d'Abraham Lincoln est accroché sur le mur ouest depuis la présidence de George W. Bush. Une tradition de disposer un lierre suédois en pot (Plectranthus australis) en haut du manteau de la cheminée remonte à l'administration Kennedy, et les plantes actuelles sont issues de la plante originelle. Des sculptures en bronze de chevaux ou sur le thème de l'Ouest américain par Frederic Remington (1861-1909) sont souvent disposées dans la pièce. Une grande horloge de plain-pied, communément appelée grandfather clock (horloge de grand-père), fabriquée à Boston par John et Thomas Seymour, vers 1795-1805, est adossée au mur nord-est de la pièce.
Quelquefois, l'aspect du Bureau ovale évolue plusieurs fois au cours d'une même administration. Le président George W. Bush avait au début fait installer deux lolling chairs à grand dossier de style Martha Washington en face de la cheminée, tapissées dans les tons marron clair, sauge et melon. Les médias parlant de la couleur melon du nouveau tissu comme d'un rose le poussèrent à demander un nouveau tissu remplaçant le melon par une bleu médian. Quoi qu'il en soit, chaque nouveau président applique dans le Bureau ovale sa marque sur la décoration.
En 2017, nouvellement élu, Donald Trump fait redécorer la pièce de 75 mètres carrés en doré. De pourpre sous Barack Obama, les rideaux passent à la couleur or. Le président fait aussi installer un portrait de l'ancien président Andrew Jackson, partisan des libertés individuelles mais aussi soutien de l'esclavage, ce qui provoque une polémique. Le buste de Winston Churchill, œuvre de Jacob Epstein, qu'Obama avait remplacé par un autre de Martin Luther King revient à sa place. Comme son prédécesseur toutefois, le tapis reste beige. Trump innove cependant en faisant installer une boîte en bois surmontée d'un bouton rouge : quand il appuie dessus, on lui apporte un Coca-Cola light sur un plateau d'argent,,.
Entré en fonction début 2021, le démocrate Joe Biden fait installer dans le Bureau ovale des bustes de personnalités progressistes, Martin Luther King, Robert Kennedy, Rosa Parks et César Chávez (à la place de celui de Churchill). Il fait aussi accrocher les portraits de Franklin Delano Roosevelt, Benjamin Franklin par Joseph Duplessis (remplaçant la toile d'Andrew Jackson), Thomas Jefferson et Alexander Hamilton. Une pierre de lune est aussi installée, un hommage au programme spatial américain, alors que de nouveaux spationautes doivent se poser sur le satellite terrestre durant la prochaine décennie. Le nouveau président fait aussi réinstaller le tapis bleu et les rideaux dorés qui ornaient la pièce sous la présidence de Bill Clinton,,.
Avec le retour de Donald Trump à la Maison-Blanche en 2025, le Bureau ovale reprend une décoration dorée. Il réinstalle des pièces qu'avaient retirées Biden, notamment le buste de Churchill et des drapeaux militaires.

### Bureau

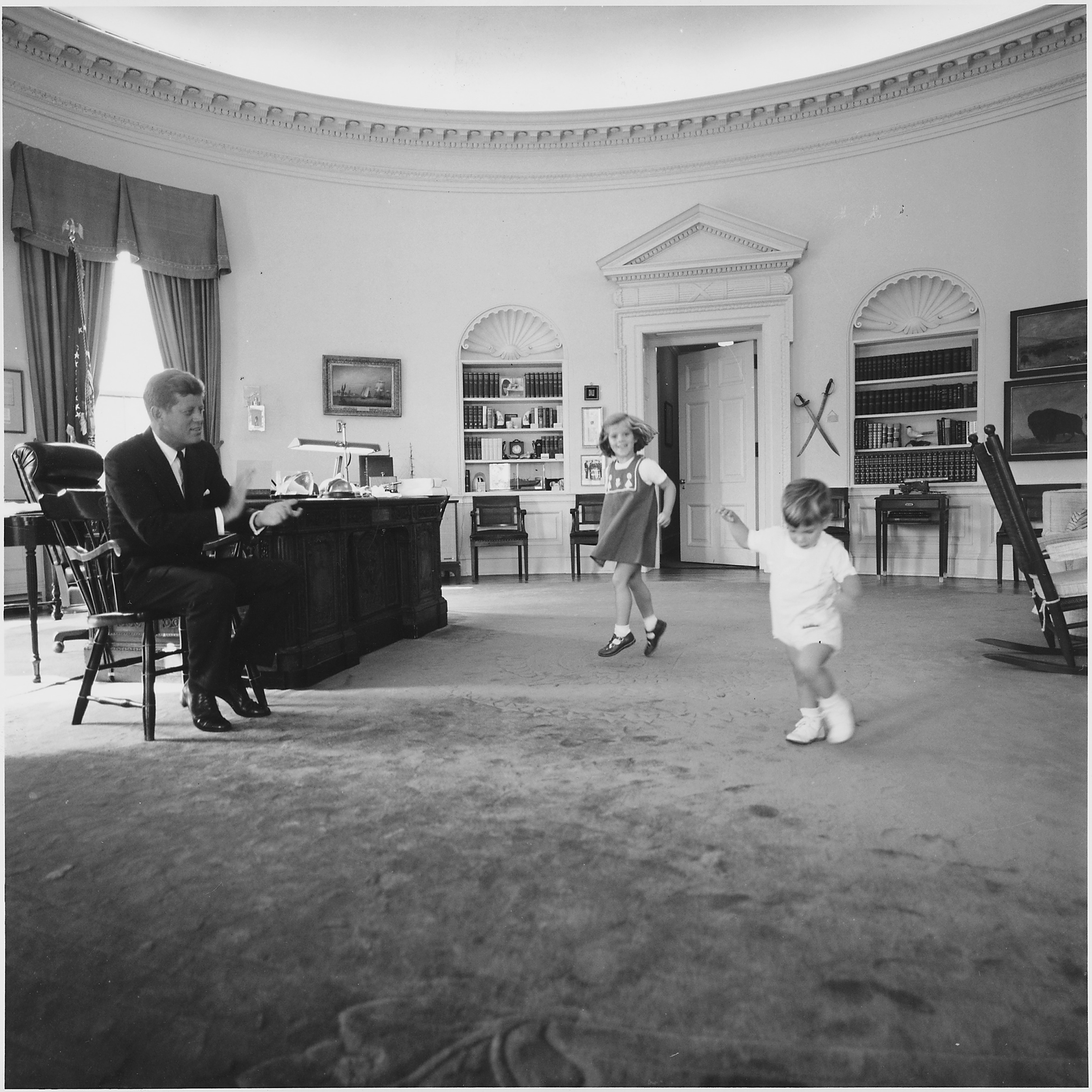
Le Bureau ovale du président Kennedy en 1962.

Le bureau utilisé par de nombreux présidents dans le Bureau ovale est un grand partners desk appelé le Resolute desk, nommé ainsi car il a été fabriqué à partir des membrures de la frégate britannique HMS Resolute. Ce bureau était un cadeau de la reine Victoria au président Rutherford Birchard Hayes en 1880. Il fut utilisé dans la Résidence exécutive, comme bureau principal ou bureau annexe mais c'est Jacqueline Kennedy qui le fit installer dans le Bureau ovale. Depuis, à l'exception de Lyndon B. Johnson, Richard Nixon, Gerald Ford et George Bush père, il a été utilisé dans ce bureau par tous les présidents.
Le premier bureau utilisé dans le Bureau ovale fut celui construit pour Theodore Roosevelt en 1902. Il sera successivement utilisé par Taft, Wilson, Harding, Coolidge, Hoover, Franklin D. Roosevelt, Truman et Eisenhower. Nixon l'utilisera dans son bureau de travail, pièce 180 de l'Old Executive Office Building (immeuble situé en face de l'aile Ouest, Nixon n'utilisait le Bureau ovale que pour les cérémonies ou accueillir des personnalités).
Lyndon B. Johnson amena son propre bureau. Nixon et Ford utilisèrent le Wilson desk (que Nixon avait dans son bureau au Capitole lorsqu'il était vice-président d'Eisenhower et donc président ex officio du Sénat) et George H. W. Bush utilisa le C&O Desk (construit dans les années 1920 pour les propriétaires de la compagnie Chesapeake & Ohio Railway puis donné à la Maison-Blanche, Ford, Carter et Reagan utiliseront celui-ci dans le petit bureau privé du président, situé juste à côté du Bureau ovale).

### Tapis du Bureau ovale

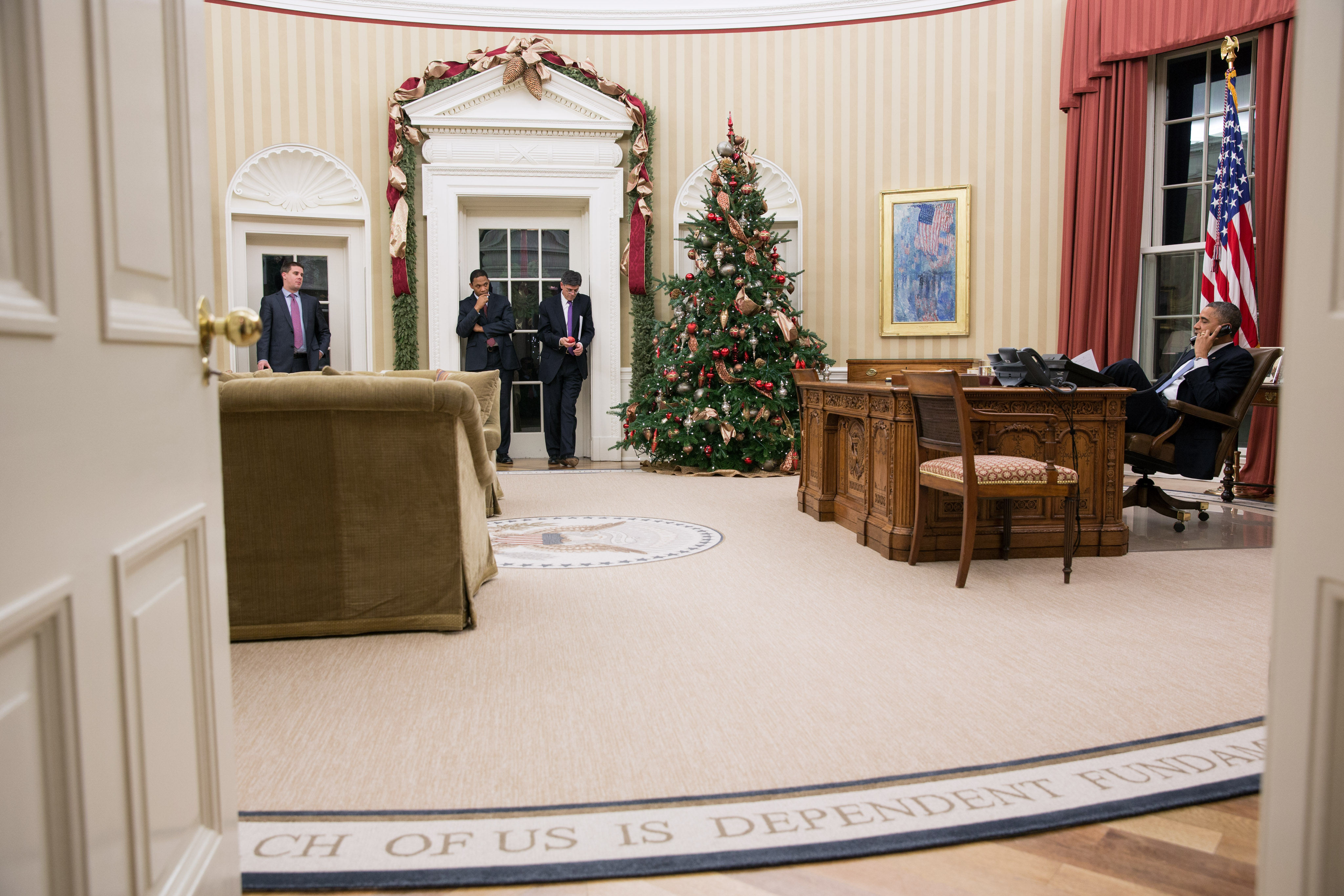
Le tapis sous l'administration Obama, dans les tons taupe avec en bordure des citations d'Abraham Lincoln, Theodore Roosevelt, Franklin D. Roosevelt, John F. Kennedy et Martin Luther King.

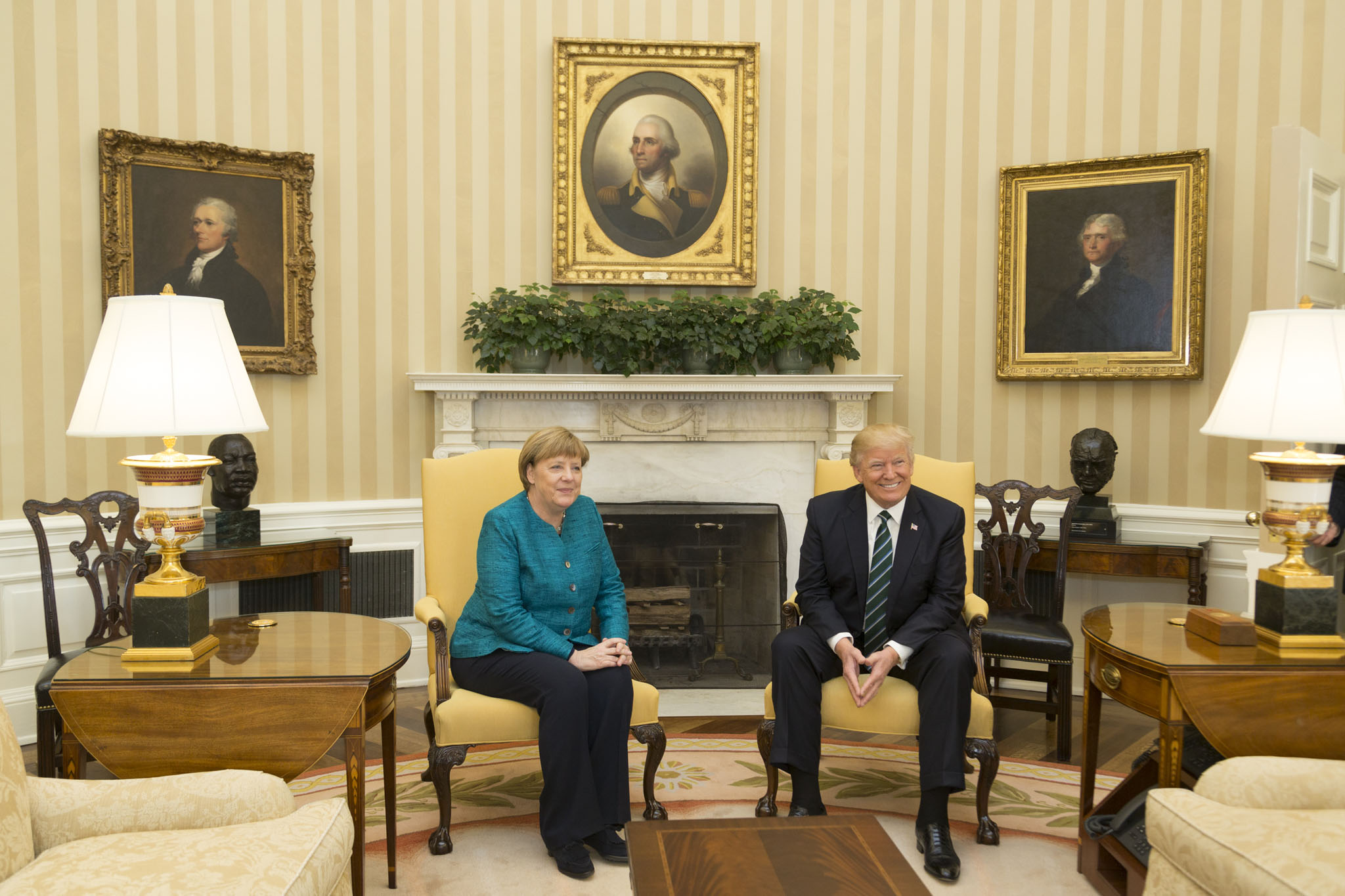
Donald Trump conserve aussi un tapis taupe.

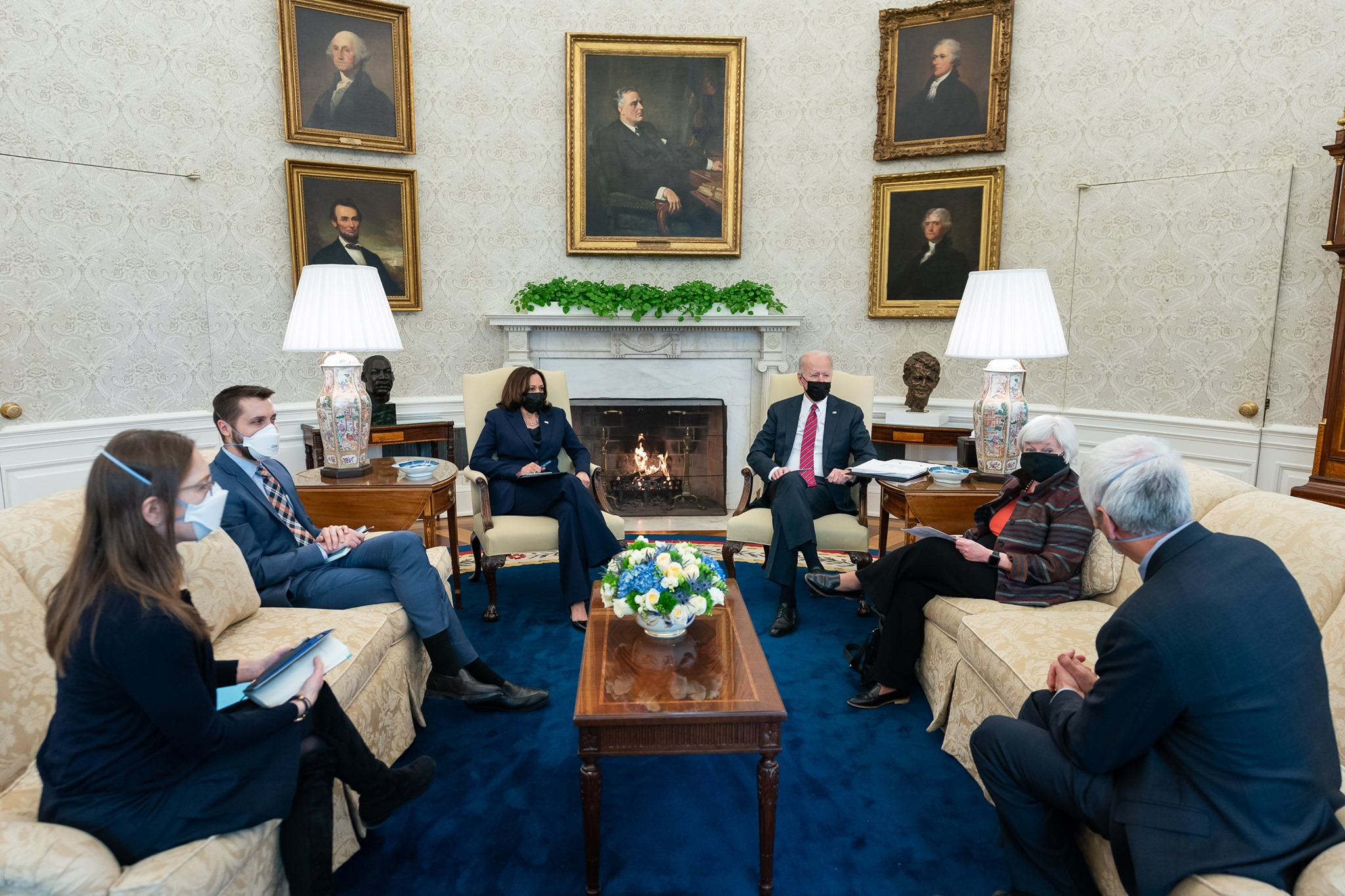
Retour d'un tapis bleu sous la présidence de Joe Biden.

Le plancher du Bureau ovale est presque entièrement recouvert d'un grand tapis elliptique portant le sceau du président des États-Unis. Le premier tapis à incorporer le sceau présidentiel fut celui de Harry S. Truman. Il était alors monochromatique, avec quelques variations dans la profondeur des coupes du velours. Ce tapis fut utilisé sous les administrations Eisenhower et Kennedy. En 1963, le décorateur Stéphane Boudin, après avoir avec Jacqueline Kennedy procédé à une restauration de la Maison-Blanche, avait conçu une nouvelle décoration du Bureau ovale avec un tapis de couleur rouge. L'installation en fut faite les jours précédant l'assassinat de J.F.K. à Dallas. Ce tapis sera utilisé au début de la présidence Johnson. Par la suite, tous les présidents (à l'exception de Jimmy Carter) ont fait créer leur propre tapis, travaillant avec un designer d'intérieur et le conservateur de la Maison-Blanche. Les présidents entrants continuent d'utiliser le tapis de leur prédécesseur jusqu'à ce que le nouveau soit fabriqué et installé, lors d'un changement de la décoration. L'ancien tapis rejoint alors souvent la bibliothèque présidentielle que le président sortant a fait construire pour abriter les archives et divers objets de sa présidence avec quelquefois une pièce reproduisant exactement le Bureau ovale au temps où ce président l'occupait. Le tapis actuel (septembre 2013) sous la présidence Obama est un nouveau tapis installé en 2010 lors de changement de la décoration du Bureau ovale. Le précédent était celui conçu et installé courant 2001 lors de la première année de la présidence de George W. Bush. Ce dernier, dès son arrivée à la Maison-Blanche, avait changé la décoration Clinton du Bureau ovale pour une décoration aux tons plus neutres et avait réinstallé, en attendant, le tapis utilisé par Reagan et dont il s'était inspiré pour le dessin et les tons de son propre tapis.

### Sceau présidentiel
Outre sur le tapis, le sceau du président des États-Unis est représenté dans le Bureau ovale sur le drapeau présidentiel (toujours présent depuis 1934 avec le drapeau américain derrière le bureau, encadrant la fenêtre centrale), gravé en médaillon au centre du plafond et sur le panneau central avant du Resolute desk (ce panneau a été fabriqué à la demande de Franklin Roosevelt, qui utilisait ce meuble dans son bureau privé de la Maison-Blanche. La tête de l'aigle y est exceptionnellement tournée vers sa gauche, côté flèches). Sous la présidence de George W. Bush, le sceau apparaissait aussi sur des assiettes de porcelaine exposées dans les niches-bibliothèques mais Barack Obama les a fait retirer, remplacées par des livres. Il existe une légende populaire qui dit que la tête de l'aigle du sceau présidentiel, tournée vers la branche d'olivier, tourne en temps de guerre pour être orientée du côté des flèches. Cependant le dessin du sceau présidentiel n'a pas changé depuis que Truman l'a fait redessiner en 1945 (la tête tournée vers la branche d'olivier ce qui est désormais sa représentation officielle).

## Modifications
Depuis la construction de l'actuel Bureau ovale en 1934 durant l'administration de Franklin Delano Roosevelt, l'architecture de la pièce est restée pratiquement inchangée. Plus qu'aucun autre président, Roosevelt a laissé sa marque sur la pièce et sur son usage. Les portes et les structures des fenêtres n'ont été que légèrement modifiées. Une porte écran sur le mur Est a été retirée après l'installation de la climatisation. Durant la guerre froide, les vitres ont été équipées de petits vibrateurs quand on apprit que les Soviétiques avaient développé une technique pour lire les effets des ondes sonores de la voix sur les vitres des fenêtres. Un survitrage blindé intérieur y a aussi été posé sur la partie à hauteur d'homme. La rangée de machines de télétexte du président Johnson sur le mur sud-est exigea de couper le plâtre et le plancher pour faire passer les câbles. L'ornement en plâtre de style georgien a été nettoyé, en enlevant les différentes couches de peinture accumulées au cours du temps, et une série de prises électriques murales installée.
Même si certains présidents ont choisi pour leur travail quotidien le petit bureau situé juste à l'ouest du Bureau ovale, la plupart utilisent le Bureau ovale pour travailler et tenir leurs réunions. Le trafic provoqué par le grand nombre de personnel, visiteurs ou animaux domestiques se fit sentir. Il y eut ainsi quatre planchers successifs. Le plancher d'origine était fait de liège monté sur du bois tendre, mais le président Eisenhower, qui adorait le golf, endommagea le plancher avec les pointes de ses chaussures de golf. Le président Johnson fit remplacer le plancher au milieu des années 1960 par un linoleum imitation bois. En 1982, gêné par ce plancher en linoleum, le président Reagan le fit remplacer par un parquet de forme radiale en pin et en chêne, similaire à l'esquisse de plancher de 1933 d'Eric Gugler qui n'avait jamais été posé. En août 2005, le plancher fut de nouveau changé sous George W. Bush, pour un modèle proche du plancher du temps de Reagan mais en remplaçant le pin blanc tendre par du noyer.
À la fin des années 1980, une évaluation complète de l'ensemble de la Maison-Blanche, dont le Bureau ovale, fut réalisée au titre de l'Étude sur les bâtiments historiques américains (Historic American Building Survey ou HABS) du National Park Service. Des photographies détaillées et des dessins avec mesures furent faits, en documentant l'intérieur et l'extérieur, montrant même les légères imperfections. Une checklist des matériaux et des méthodes utilisés fut établie pour une future conservation et restauration.

Position du Bureau ovale (en beige, à gauche) dans le complexe de la Maison-Blanche.
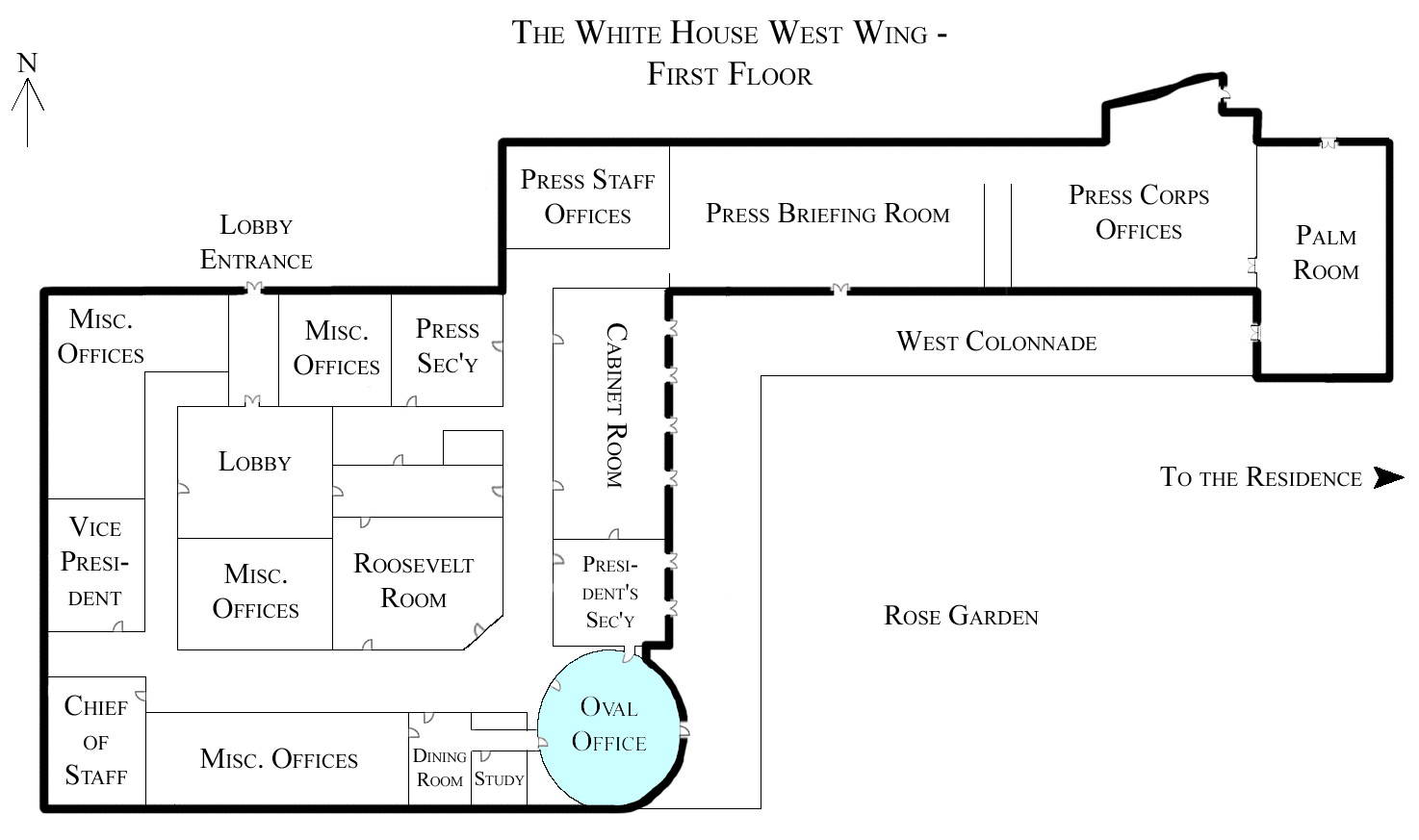
Plan du rez-de-chaussée/rez-de-jardin de l'aile Ouest avec en bleu le Bureau ovale.
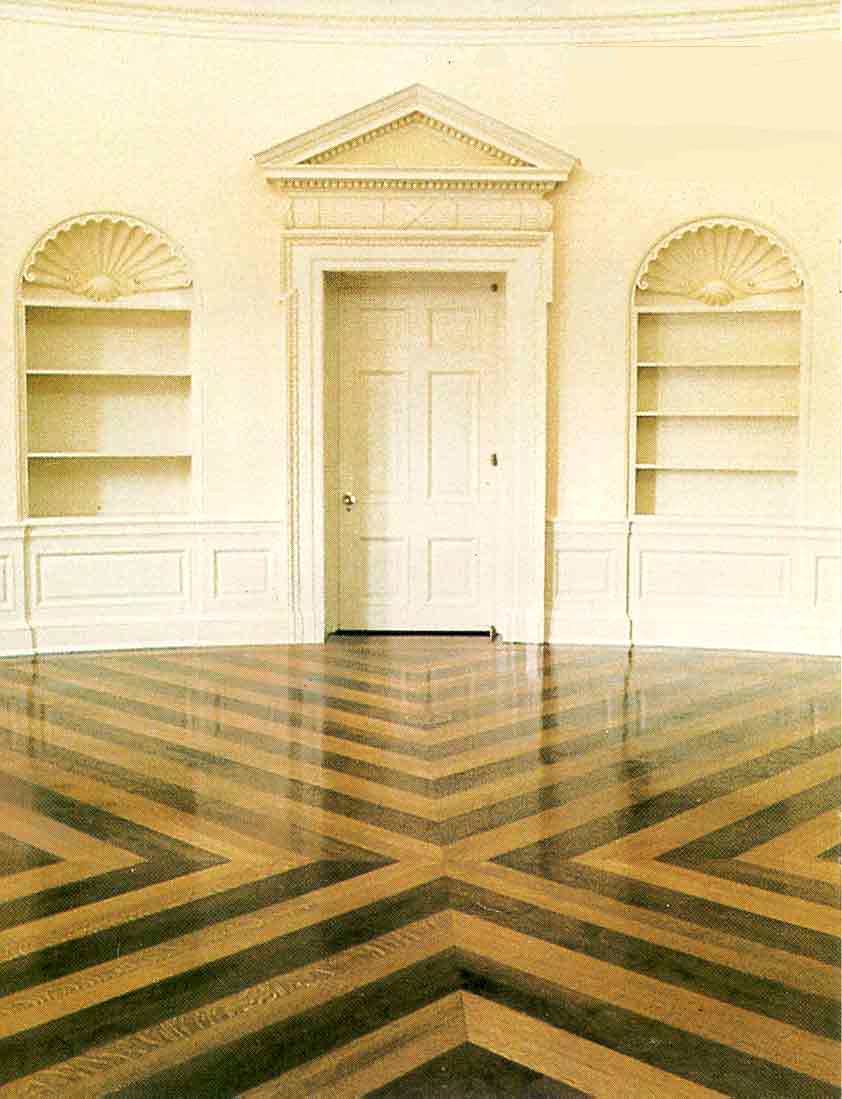
Le nouveau plancher du Bureau ovale, refait sous l'administration de George W. Bush. Basée sur le plancher de 1933 conçu par Eric Gugler, la conception de 2005 est faite d'un arrangement contrasté entre des formes radiales de chêne et de noyer. La plupart du plancher est habituellement recouvert d'un tapis elliptique.
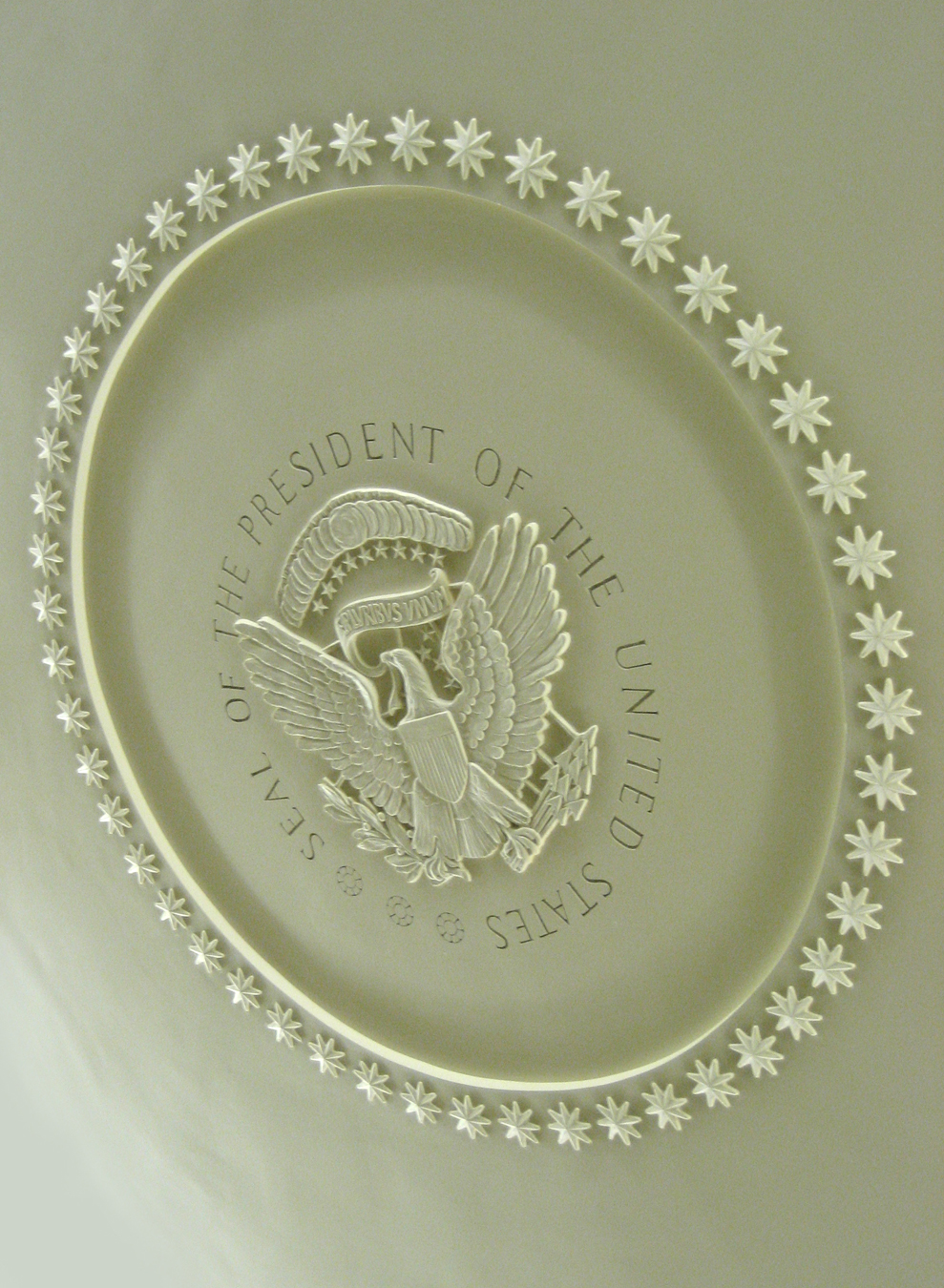
Le médaillon en plâtre au centre du plafond. Créé en 1934, il inclut des éléments du sceau du président des États-Unis.

## Sources
- Quelques éléments de l'article sont tirés du texte libre de droit de la documentation de la Maison-Blanche

- (en) Cet article est partiellement ou en totalité issu de l’article de Wikipédia en anglais intitulé « Oval Office » (voir la liste des auteurs).